# Македоније
Македоније (умро после 360) је био патријарх Константинопоља од 342. до 346. и од 351. до 360. године.
Сматрао је да је Свети дух створен од Бога и да је сличан анђелима. Ово становиште је касније проглашено за Македонијеву јерес и осуђено 381. на Другом васељенском сабору, који је додао Никејском симболу вере догмат о Светом духу.
После смрти архиепископа Александра 336. године, његови православни следбеници су подржали Павла, док су аријанци предложили Македонија. У овом спору победила је православна странка, а Павле је изабран за архиепископа, али се то догодило у одсуству цара Констанција II, који је симпатисао аријанце, у престоници. Године 338. синод који је сазвао цар уклонио је Павла, а аријанац Јевсевије из Никомедије постао је архиепископ.
Јевсевијева смрт 341. године обновила је сукоб између Павла и Македонија. Према Теофану Исповеднику, цар, који се налазио у Антиохији, наредио је заповеднику Хермогену, послатом у Тракију, да скрене са пута и протера Павла, „али му је руља спалила кућу, убила га и бацила његов леш у море“. Побеснели Констанције је одузео престоници 40.000 дневних хлебова од 80.000 хлебова које је установио његов отац. Павле је избачен, али Македоније, осуђен због изазивања немира и самовољног проглашења за архиепископа, такође није преузео упражњено место. Прогнани Павле је отишао у Рим, где је придобио подршку папе Јулија I. Вративши се са папским писмима, поново је навукао на себе гнев цара који се налазио у Антиохији. Испуњавајући цареву наредбу, префект града Филип је протерао Павла у његов родни град Солун, „и ставио је са собом Македонија на кола и учинио га, такорећи, разбојником Цркве, упркос отпору православних, при чему је страдало три хиљаде и по стотине људи“.
Убрзо после тога, плашећи се за свој живот, Атанасије Велики је напустио Цариград и побегао у Рим, где је и Павле отишао из Солуна, надајући се подршци цара Констанс. У овом питању западни цар је био спреман да оде тако далеко да свом брату запрети ратом. Као резултат тога, Констанс је убедио Констанција да сазове сабор у Сардици, на коме је цариградски престо враћен Павлу. Међутим, Констанције је убрзо убијен, а Констанције је постао једини владар Истока, Павле је поново протеран, а Македоније је враћен.
Године 358. Македоније је изгубио наклоност цара самовољно преместивши тело Константина Великог из Апостолске цркве у цркву Светог Акација. 359. године, после бурних догађаја на сабору у Селевкији, цар је дао предност умереним аријанцима - „омијама“, предвођеним Акацијем Цезарејским, а убрзо и на сабору сазваном поводом освећења храма Аја Софије, Македоније је, заједно са низом својих присталица, свргнут.